# Mistrovství Evropy v zápasu řecko-římském 1996
Mistrovství Evropy v zápasu řecko-římském 1996 se konalo v Budapešti, Maďarsko.

## Výsledky

### Muži
| Kategorie | Zlato             | Stříbro            | Bronz                |
| --------- | ----------------- | ------------------ | -------------------- |
| 48 kg     | Zafar Gulijev     | Vardan Agadžanjan  | Francesco Costantino |
| 52 kg     | Andri Kalashnykov | Armen Nazarjan     | Alfred Ter-Mkrtčjan  |
| 57 kg     | Şeref Eroğlu      | Marian Sandu       | Rıfat Yıldız         |
| 62 kg     | Sergej Martynov   | Hrihori Kamyshenko | Mchitar Manukjan     |
| 68 kg     | Attila Repka      | Alexandr Tretiakov | Ghani Yalouz         |
| 74 kg     | Nazmi Avluca      | Vladimir Kopytov   | Erik Hahn            |
| 82 kg     | Hamza Yerlikaya   | Péter Farkas       | Gocha Tsitsiashvili  |
| 90 kg     | Gogui Koguashvili | Maik Bullmann      | Vjačeslav Olijnyk    |
| 100 kg    | Sergej Lištvan    | Igor Grabovetski   | Andrzej Wroński      |
| 130 kg    | Alexandr Karelin  | Petro Kotok        | Sergej Murejko       |